# Chabulina putrisalis
Chabulina putrisalis is een vlinder uit de familie van de grasmotten (Crambidae). De wetenschappelijke naam van deze soort is voor het eerst voorgesteld als Diastictis putrisalis door Pierre Viette in een publicatie uit 1958.
De soort komt voor op het eiland Grande Comore (Ngazidja) van de Comoren en op de eilanden Cosmoledo, Aldabra en Menai van de Seychellen.